# Leodgar Tenga
Leodgar Tenga – tanzański piłkarz grający na pozycji obrońcy. W swojej karierze grał w reprezentacji Tanzanii.

## Kariera klubowa
W swojej karierze piłkarskiej Tenga grał w klubach Young Africans SC (do 1975) i Pan African SC (1976-1981). Wraz z Young Africans był mistrzem Tanzanii w 1974, a wraz z Pan African zdobył trzy Puchary Tanzanii w latach 1978, 1979 i 1981.

## Kariera reprezentacyjna
W reprezentacji Tanzanii Tenga zadebiutował w 1974 roku. W 1980 roku powołano go do kadry na Puchar Narodów Afryki 1980. Na tym turnieju rozegrał trzy mecze grupowe: z Nigerią (1:3), z Egiptem (1:2) i z Wybrzeżem Kości Słoniowej (1:1). W kadrze narodowej grał do 1981 roku.